# István Miklósi
Istaván Miklósi (13 dicembre 1909 – 5 dicembre 1963) è stato un calciatore ungherese, di ruolo difensore.

## Carriera

### Club
Ha sempre giocato nel campionato ungherese.

### Nazionale
Ha collezionato 3 presenze con la maglia della Nazionale